# Porta di Lev
La porta Lev è una porta dal pavimento al soffitto (a tutta altezza), solitamente interna, divisa in due parti: la parte inferiore è un'anta di altezza standard, la parte superiore è tipicamente un'anta più piccola con design coordinato (spesso un'anta standard tagliata a metà). Nei climi freddi, le porte Lev consentono un'efficace convezione dell'aria calda attraverso gli edifici da fonti di calore centrali, come caminetti o unità di condizionamento, senza la necessità di canalizzazioni. Nei climi caldi, le porte consentono il libero passaggio delle brezze incrociate rinfrescanti quando l'anta principale è chiusa. La privacy e la circolazione dell'aria possono essere controllate in modo indipendente utilizzando questo design.
Il design e la funzione sono simili alle porte a vasistas, tuttavia le porte Lev sono significativamente più economiche da costruire grazie alla loro semplicità, consentendo anche un maggiore passaggio d'aria attraverso la loro apertura più ampia e senza ostacoli.La configurazione della porta Lev è simile alla porta olandese, tuttavia differiscono per dimensioni, configurazione e scopo: la prima è utilizzata internamente per una migliore efficienza energetica nell'architettura sostenibile, la seconda è utilizzata esternamente per la ventilazione e l'esclusione del bestiame.

## Vantaggi
- Convezione efficace dell'aria calda attraverso gli edifici
- Libero passaggio di brezze incrociate rinfrescanti
- Controllo indipendente della privacy e della circolazione dell'aria negli edifici
- Semplicità e costi di realizzazione molto bassi, circa pari a porta standard e parete soprastante
- Collegamento più fluido e a pianta aperta tra le stanze

## Svantaggi
- Scarsa privacy acustica con anta superiore aperta
- Non adatto per bagni e cucine a causa della trasmissione degli odori
- Il funzionamento del pannello superiore da parte di persone di minore portata richiede hardware aggiuntivo

## Storia
Le porte con anta divisa verticalmente sono in uso da secoli, come le porte olandesi e irlandesi, le porte a vasistas e le porte dal pavimento al soffitto (pannello singolo), tuttavia quelle erano tipicamente porte esterne e avevano uno scopo diverso. La porta Lev è apparsa per la prima volta come caratteristica di sostenibilità unica negli edifici dell'architetto australiano Jiri Lev .

## Come funzionano le porte Lev

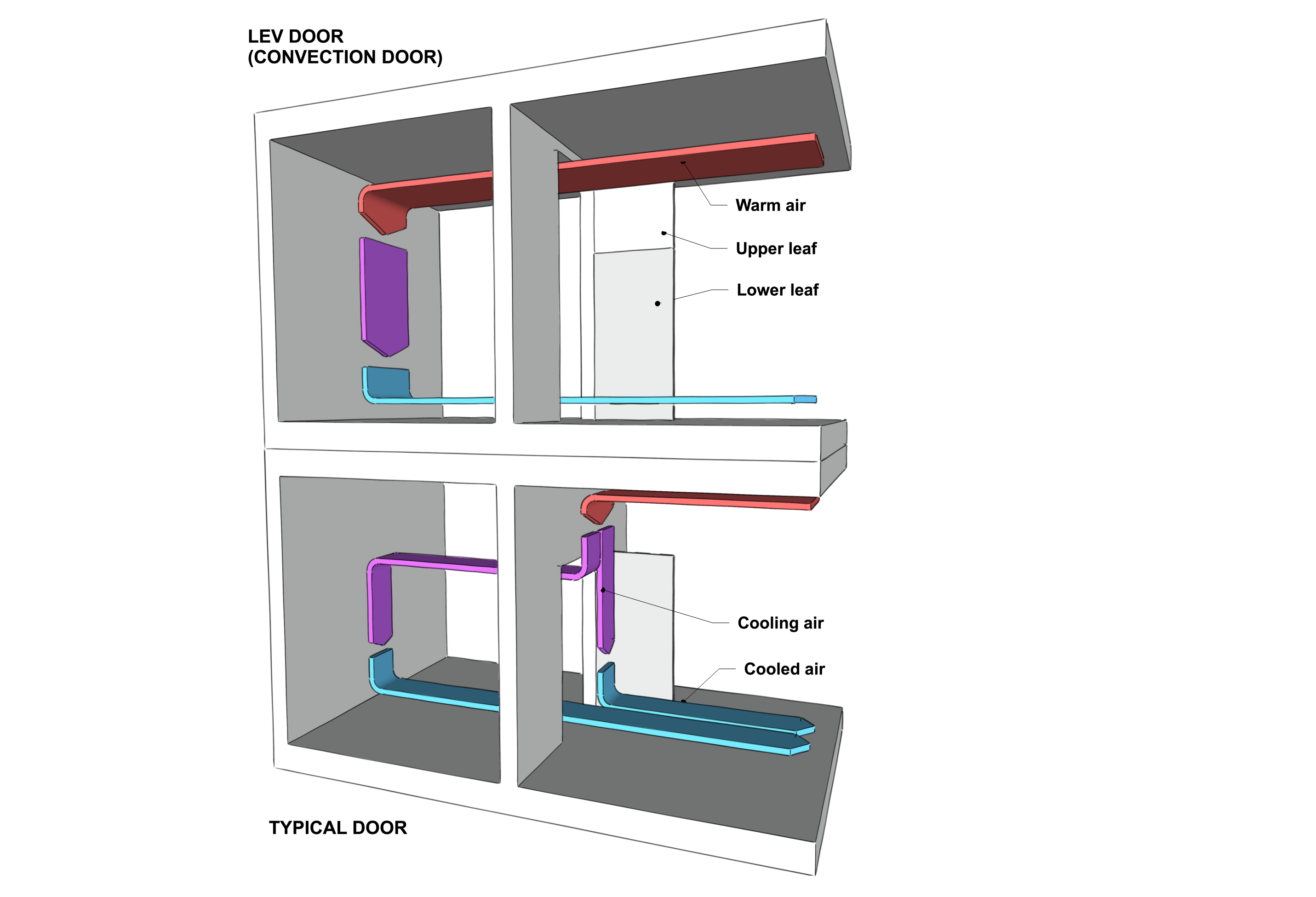
Porta Lev e porta tipica

Negli edifici l'aria riscaldata sale verso l'alto e si diffonde progressivamente dalla fonte di calore al soffitto. Quando raggiunge le pareti e si raffredda, comincia a scendere e ritorna alla fonte di calore, per riempire lo spazio creato lì dall'aria più calda che sale. Le aperture tipiche delle porte non raggiungono una profondità superiore a 0,5-1 m sotto il soffitto, consentendo così solo il passaggio di una quantità limitata di aria calda nelle altre stanze.
Le porte Lev, come le altre porte dal pavimento al soffitto, coprono l'intera altezza della stanza, consentendo all'aria calda di passare liberamente. Le misurazioni indicano temperature nelle stanze secondarie con porte tipiche di circa 2 °C inferiori a quelli delle stanze primarie (stanze in cui si trova la fonte di calore). Le temperature nelle stanze secondarie con porte Lev sono generalmente uguali a quelle delle stanze primarie. Laddove il pannello inferiore della porta viene spesso mantenuto in posizione chiusa, la piena prestazione della porta può essere mantenuta da uno spazio o da un'apertura schermata nel pannello vicino al pavimento.